# تجارتخانه ایرانی
تجارتخانه ایرانی مربوط به دوره قاجار است و در بوشهر، محله بهبهانی واقع شده و این اثر در تاریخ ۱۰ مهر ۱۳۸۰ با شمارهٔ ثبت ۴۰۴۴ به‌عنوان یکی از آثار ملی ایران به ثبت رسیده است.